# Vosketas
Vosketas (en arménien Ոսկեթաս ; jusqu'en 1935 Aghjaghala) est une communauté rurale du marz d'Aragatsotn, en Arménie. Elle compte 544 habitants en 2009.